# Sudden Strike
Sudden Strike – komputerowa strategiczna gra czasu rzeczywistego w realiach II wojny światowej, wyprodukowana przez studio Fireglow i wydana w 2000 przez cdv Software Entertainment.

## Sudden Strike Forever
W 2001 roku wydany został dodatek Sudden Strike Forever. Do stron konfliktu z wersji podstawowej (Sowieci, Niemcy i Brytyjczycy) dodano US Army – w związku z czym dodano nowe jednostki. Dla każdej strony konfliktu utworzono po trzy misje kampanii, które mogą rozegrać się w nowych krajobrazach, m.in. W Afryce Północnej i śniegach Rosji. Oprócz tego wprowadzono kilka poprawek, 7 map dla gry jednoosobowej, 20 map dla trybu gry wieloosobowej i edytor misji.